# Komin Świerza (Żabi Mnich)

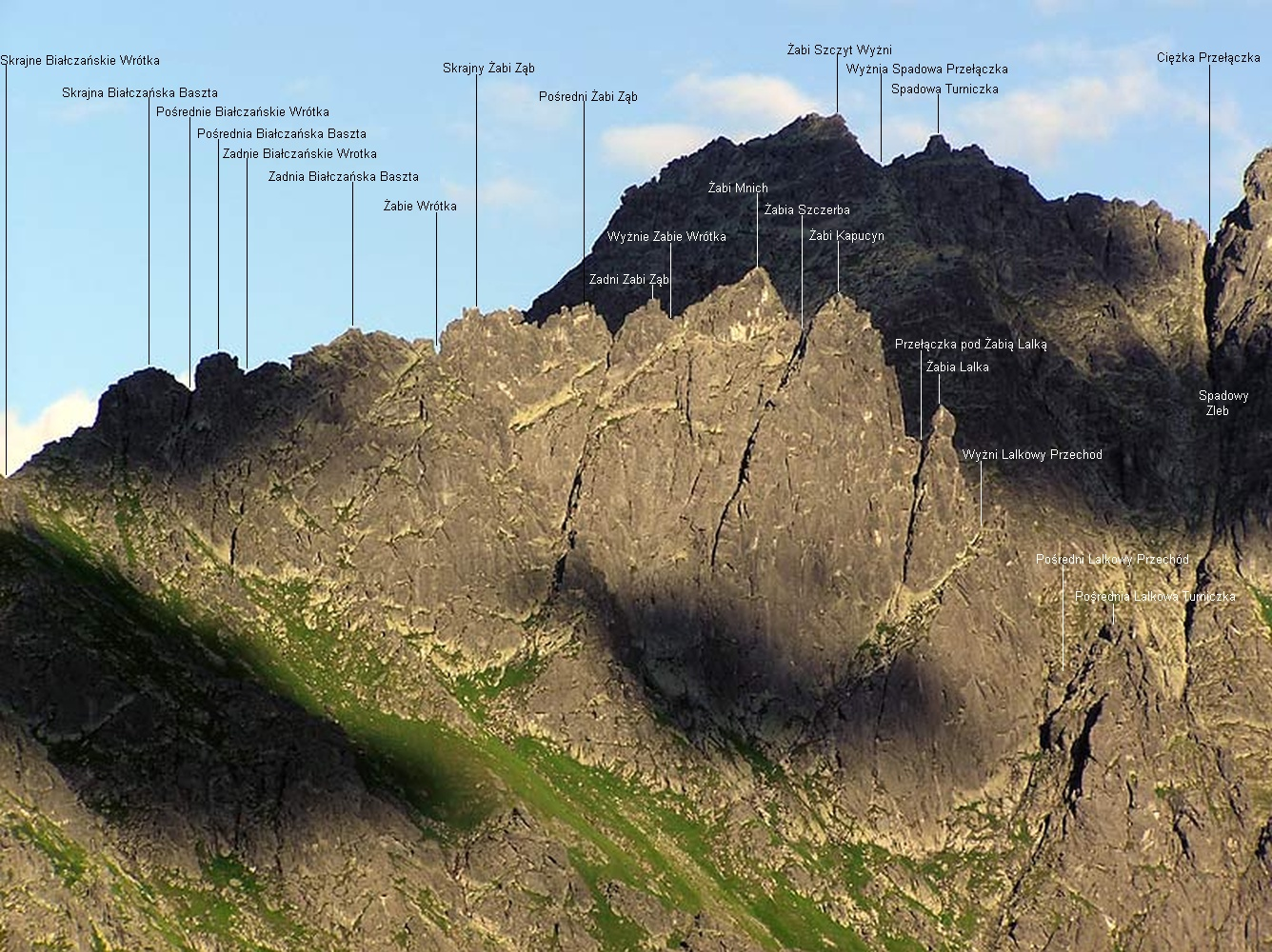
Czarny Komin Świerza widoczny poniżej Żabiej Szczerby

Komin Świerza (słow. Šwierzov komín) – komin wcinający się w orograficznie prawe ściany masywu Żabiego Mnicha w polskich Tatrach Wysokich. Znajduje się w bocznej grani Żabiego Mnicha opadającej od jego szczytu do Czarnostawiańskiego Kotła. Komin zaczyna się po prawej stronie (patrząc od dołu) żlebu opadającego z Wyżnich Zabich Wrótek na Białczański Upłaz. Między tym żlebem a wylotem Komina Świerza znajduje się jeszcze gładka i niezbyt stroma płyta, a nad nią trawiasta półeczka. Na półeczkę z Kominu Świerza opada ciemna i wąska rysa. Deniwelacja komina wynosi około 100 m. W jego środkowej części znajdują się dwie nyże. Dolna jest ogromna i ma piarżyste, pochyłe dno, górna zamknięta jest w głębi stromym progiem przerżniętym dwoma rysami. 
Przejście kominem to III w skali tatrzańskiej. Czas przejścia od Białczańskiego Upłazu na Żabią Szczerbę – 2 godz. Pierwsze przejście: Jan Humpola i Mieczysław Świerz 23 września 1921 roku. Obydwaj to znani polscy taternicy. Od nazwiska drugiego z nich nadano nazwę kominowi.